# Fissan

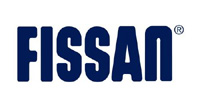
Logo storico del 2013

Fissan era il marchio di maggior successo dell'azienda Deutsche Milchwerke AG, fondata nel 1882 a Zwingenberg nel Circondario della Bergstraße.
Il marchio Fissan è stato introdotto negli anni '20 ed è ora utilizzato dalla società Unilever.

## Storia del marchio e dell'azienda

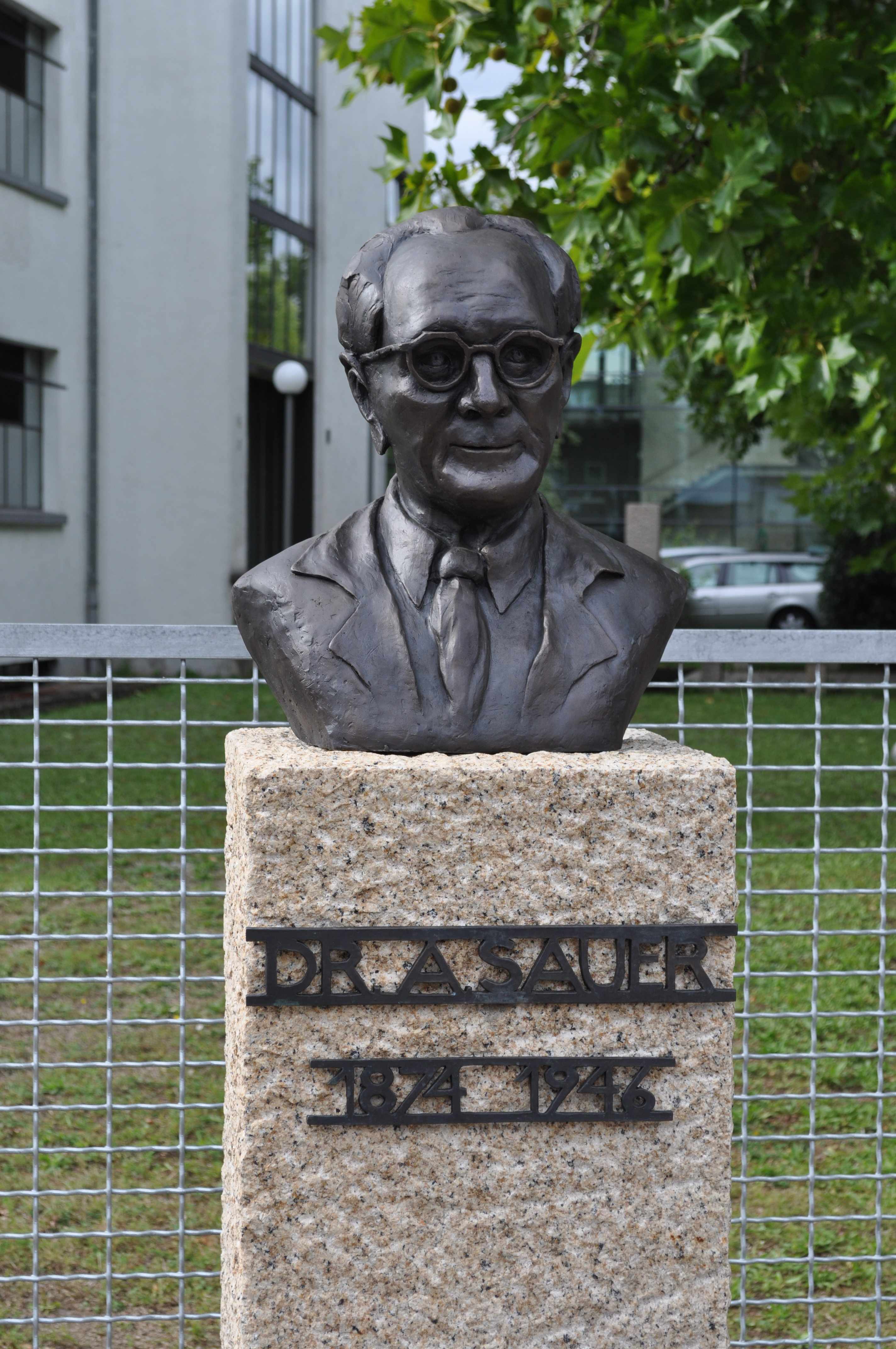
Busto di Arthur Sauer eretto nel 2010 ai margini dell'ex sede aziendale

Nel 1882, il farmacista di Worms Rudolf Pizzala iniziò a produrre tonici su base biologica, inizialmente su piccola scala con circa sei dipendenti. Il chimico Arthur Sauer (1874-1946) si unì al gruppo nel 1897 e rilevò l'attività nel 1898. Si specializzò in preparazioni di latte a base di caseina chimica e chiamò la sua azienda Deutsche Milchwerke Dr. R. Acida .
Dopo la ricerca interna sulle proteine del latte, dalla metà degli anni '20 è stata creata una gamma di prodotti con polveri, paste, oli e saponi con il marchio Fissan che ha avuto successo in tutto il mondo. Fissan è un neologismo dei termini latini «Fissuram sanare» tradotto come "rimarginare una ferita". Sulla base di questo successo, negli anni '30 l'azienda divenne uno dei più importanti datori di lavoro nel Circondario della Bergstraße. Nel 1934 l'azienda contava già 160 operai e 50 impiegati commerciali, alcuni dei quali vivevano in un insediamento industriale di nuova costruzione.
Nel 1930  Arthur Sauer incontra Osiride Brovedani a una fiera di Milano. I due si accordano e Sauer chiede a Brodevani di commercializzare i suoi prodotti "Fissan" in Italia. Inizia così la produzione italiana Fissan a Trieste.
Dopo l'occupazione di Zwingenberg da parte delle truppe statunitensi, il 27 marzo 1945 gli impianti della fabbrica e parti dell'insediamento industriale, nonché la Villa Sauer, furono confiscati. La produzione esternalizzata poté riprendere il 30 aprile 1945. Dopo l'esproprio e il procedimento giudiziario, Sauer morì il 29 novembre 1946 in circostanze poco chiare.
Il nuovo manager divenne il chimico Veith, che guidò l'azienda negli anni '50 e '60. Nel 1969 Preussag rilevò i due terzi delle azioni, il restante terzo era di proprietà della famiglia Kinzinger. Il 1º marzo 1970 Preussag acquisì anche le restanti azioni. L'impianto di Fissan è stato venduto alla società chimica Merck di Darmstadt, che ha mantenuto il marchio ma ha chiuso l'impianto.
Dalla metà degli anni '90, il marchio Fissan è stato utilizzato da Sara Lee Deutschland GmbH . Nella primavera del 2007 il marchio è stato rilanciato con il nome Fissan Kids , e di conseguenza le gamme di prodotti Fissan Kids Princess Lillifee e Fissan Kids Felix sono nate dalla collaborazione con Coppenrath Verlag . 
Nel 2006 chiude la produzione italiana Fissan a Trieste. 
Nel 2010 il gruppo Unilever rileva la divisione "cura del corpo" di  Sara Lee Deutschland GmbH e il marchio.

## Edificio aziendale a Zwingenberg

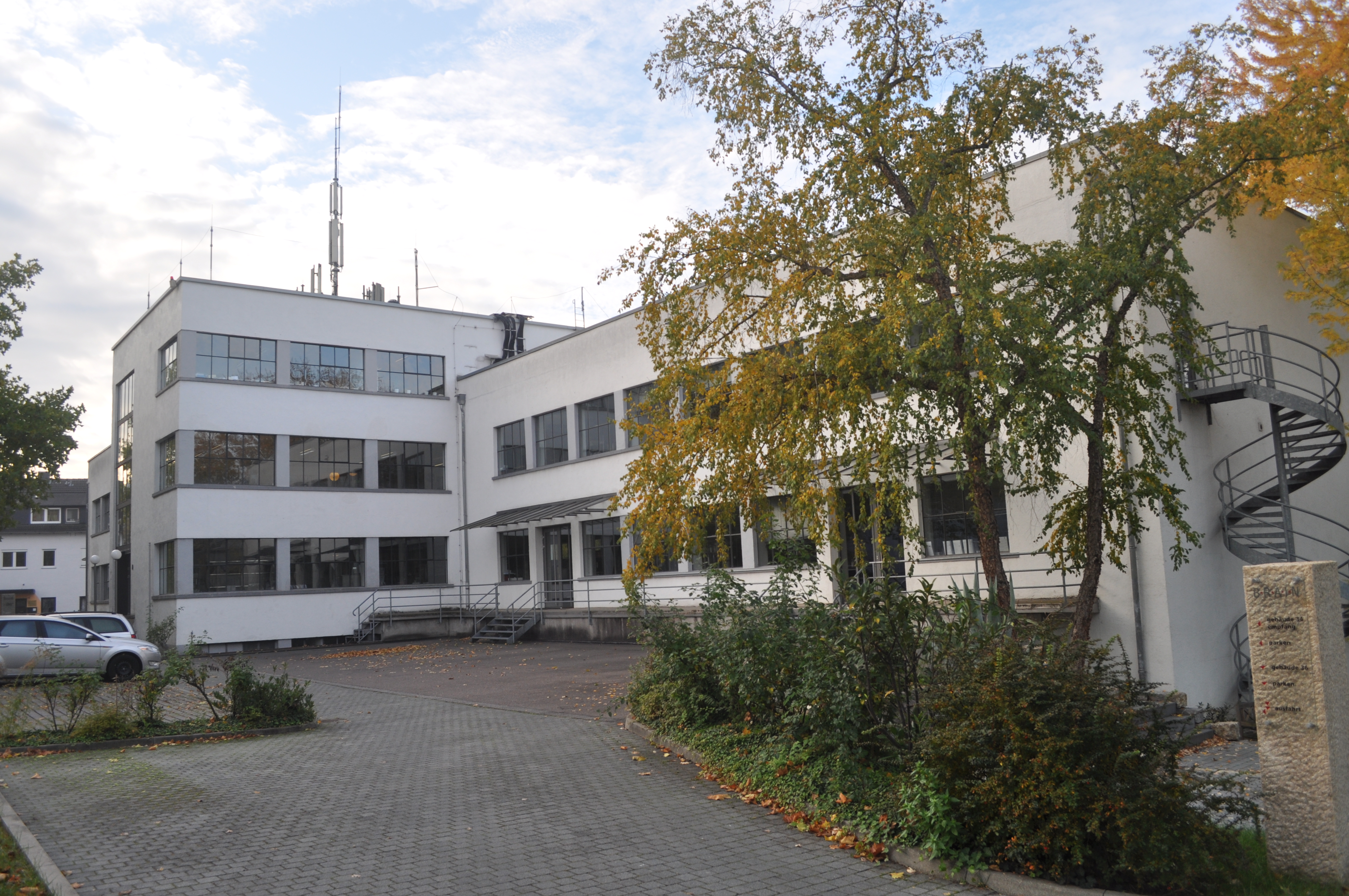
Edificio storico aziendale a Zwingenberg

L'edificio storico aziendale è stato costruito a partire dal 1934 in stile New Building su progetto dell'architetto Georg Fehleisen
Nel 1934/1935 la parte centrale rialzata e l'ala sud furono i primi componenti ad essere costruiti. Intorno al 1940, l'ala nord fu completata dall'architetto Richard Busching con lo stesso stile progettuale . 
L'edificio è ora utilizzato dalla società Brain Biotech

## Insediamento industriale a Zwingenberg

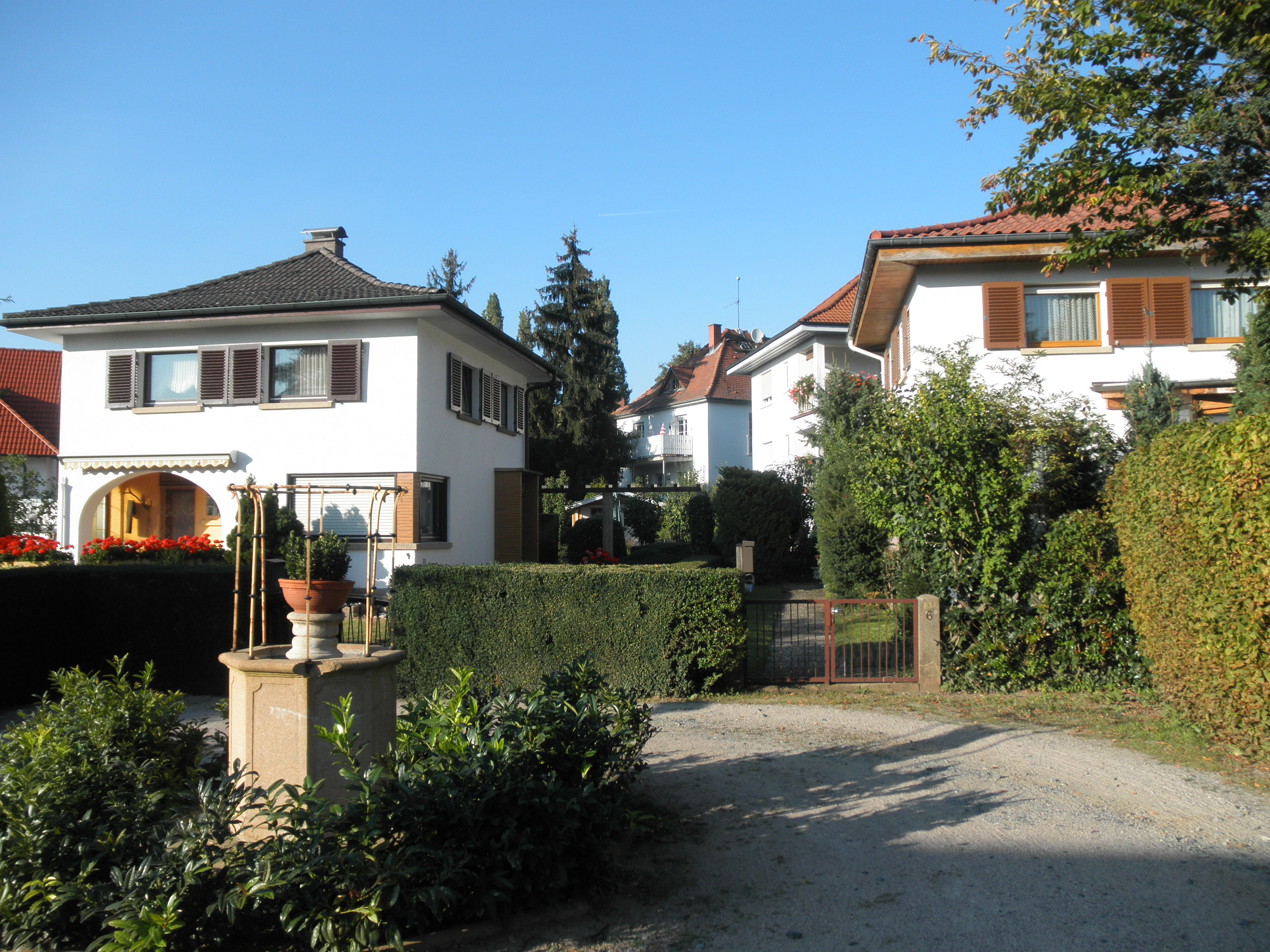
Insediamento industriale a Zwingenberg

Nel 1933/1934 Georg Fehleisen (1893-1936) costruì un piccolo insediamento industriale per operai e dipendenti della Deutsche Milchwerke AG . 
L'insediamento è composto da sette case singole. Quattro case a pianta quadrata sono disposte simmetricamente. In alto si trova la villa del direttore e allo stesso livello, poco più a nord, la villa minore del vicedirettore. Il settimo edificio, un'abitazione operaia con un ripido tetto a due falde, è rivolto a nord-ovest.
Durante il periodo nazionalsocialista, il complesso fu chiamato "Adolf Hitler Settlement" dal Natale 1933. Oggi le case si trovano sull'Arthur-Sauer-Anlage, dal nome dell'imprenditore.